# Platonia
Genre
Platonia est un genre de plantes à fleurs de la famille des Clusiaceae.
En Côte d'Ivoire, les fruits cette plante sont appelés zaman par la population du Nord. Les fruits sont utilisés pour faire du jus comestible appelé zaman dji.

## Liste d'espèces
Selon Catalogue of Life (11 septembre 2013) :
- Platonia insignis

Selon ITIS (11 septembre 2013) :
- Platonia insignis Mart.

Selon NCBI (11 septembre 2013) :
- Platonia insignis

Selon The Plant List (11 septembre 2013) :
- Platonia esculenta (Arruda) Rickett & Stafleu
- Platonia insignis Mart.

Selon Tropicos (11 septembre 2013) (Attention liste brute contenant possiblement des synonymes) :
- Platonia elata Kunth
- Platonia esculenta (Arruda) Oken
- Platonia grandiflora Planch. & Triana
- Platonia insignis Mart.
- Platonia nudiflora Raf.
- Platonia virgata Griseb.